# Marcos Pontes
Pour les articles homonymes, voir Pontes.
Marcos Cesar Pontes (11 mars 1963 Bauru-État de São Paulo) est un officier des forces aériennes brésiliennes et le premier spationaute brésilien.

## Biographie
Arrivé en 1998 au Centre spatial américain Johnson à Houston (Texas), il a suivi un entraînement de spationaute depuis octobre 2005 à la Cité des étoiles (Moscou).
Il devient le ministre des Sciences, de la Technologie, de l'Innovation et des Communications dans le gouvernement Bolsonaro à partir du 1er janvier 2019.

## Vol réalisé
Il a décollé, le 30 mars 2006, à bord de Soyouz TMA-8, lancé par une fusée Soyouz FG, en direction de la Station spatiale internationale. Il revint sur Terre le 8 avril 2006 à bord du vaisseau Soyouz TMA-7.
Il a réalisé durant le vol neuf expériences scientifiques, médicales et biologiques.